# Lars Moberg (gitarrist)
Lars Ingemar Ernst Moberg, även känd under artistnamnet LIM, född 26 september 1956, är en svensk gitarrist, tonsättare och musikproducent.
Förutom musikproduktion med egen studio är Moberg bland annat även gitarrist i Den ofattbara orkestern, husbandet till Galenskaparna och After Shave sedan tidigt 1980-tal. Han har även komponerat ett flertal stycken, däribland fyra spår på Knut Agnreds soloplatta, vilken han också arrangerade. 
Lars Moberg har gett ut en egen skiva med egna jinglar, bland annat vinjetten till Rena Rama Rolf med Lasse Brandeby och Robert Gustafsson.